# Les Trois Oies

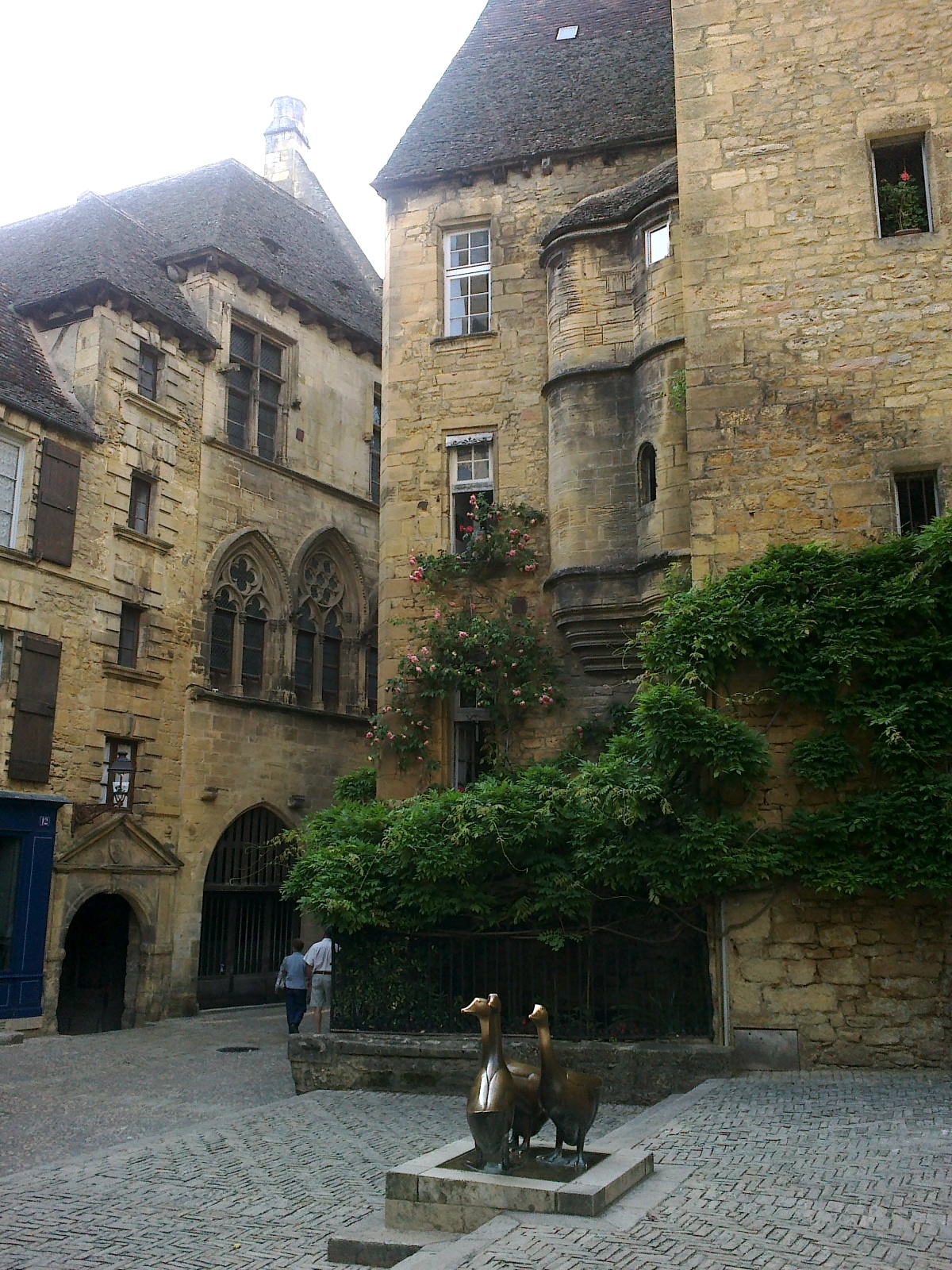
Place des Oies met de beeldengroep

Les Trois Oies (vertaling: De drie ganzen) is een beeldengroep in brons van François-Xavier Lalanne. Het kunstwerk werd in 1992 geplaatst op de Place des Oies in Sarlat-la-Canéda.
Het kunstwerk stelt drie gestileerde tamme ganzen voor. Het is geplaatst op een klein verhoog. Op dit plein werd in het verleden gevogelte verhandeld en anno 2020 is er nog tweemaal per week een markt met voedingsproducten. 